# Operación Avalanche
La Operación Avalanche o invasión aliada de Italia fue el desembarco aliado en Italia continental el 3 de septiembre de 1943 por el 15.º Grupo de Ejército del general Harold Alexander (que comprendía al Quinto Ejército estadounidense del general Mark Wayne Clark y al Octavo Ejército británico del general Bernard Law Montgomery) durante la Segunda Guerra Mundial. La operación siguió a la exitosa invasión de Sicilia durante la Campaña de Italia. La principal fuerza de invasión aterrizó en torno a Salerno, en la costa occidental en la Operación Avalanche, mientras que otras dos operaciones de apoyo tuvieron lugar en Calabria (Operación Baytown) y en Tarento (Operación Slapstick).

## Antecedentes
Las fuerzas del eje ya habían estado luchando en el norte de África desde hacía mucho tiempo. Sin embargo la llegada de tropas norteamericanas y las malas decisiones de Adolf Hitler  marcaron la derrota del Eje en el norte de África. Así, se decidió  invadir Sicilia como primer paso para invadir a la Italia fascista.

### Estrategia aliada
Tras la derrota de las potencias del Eje en África del Norte, hubo un desacuerdo entre los Aliados con respecto a cuál debería ser el siguiente paso. Winston Churchill quería invadir Italia, que en noviembre de 1942 llamó «la panza débil del Eje» (y el general Mark Clark posteriormente calificó como «una tripa dura»). El apoyo popular a la guerra estaba declinando en Italia y Churchill creía que una invasión eliminaría a Italia y, por tanto, la influencia de las potencias del Eje en el mar Mediterráneo, con lo cual este se abriría al tráfico aliado. Esta coyuntura disminuiría muy significativamente la necesidad de la reducida capacidad de transporte disponible para abastecer a las fuerzas aliadas en el Medio y el Lejano Oriente, en un momento en que la capacidad de transporte aliada estaba en crisis, e incrementaría los suministros británico y estadounidense a la Unión Soviética. Además, cortaría las líneas de suministro alemanas y las mantendría lejos del frente ruso. 
Stalin había estado presionando a los Aliados para abrir un segundo frente en Europa, para debilitar la invasión de la Wehrmacht de Rusia. Sin embargo, el general George Marshall y la mayor parte del mando estadounidense quería evitar operaciones que pudieran retrasar la invasión de Europa, discutida y planificada tan temprano como 1942, que fue finalmente materializada como la Operación Overlord. Cuando se hizo evidente que ninguna invasión podía llevarse a cabo en 1943, se acordó invadir Sicilia, sin compromiso de realizar alguna operación de seguimiento. No obstante, tanto Roosevelt como Churchill aceptaron la necesidad de que los ejércitos aliados continuaran entablando combate con las fuerzas del Eje después de la campaña exitosa en Sicilia y antes del inicio de una en el noroeste de Europa. La discusión continuó a lo largo de la Conferencia de Washington en mayo, pero no fue hasta fines de julio, una vez que se supo el resultado de la campaña de Sicilia y la caída de Mussolini, cuando el Estado Mayor Conjunto instruyó a Eisenhower para que pusiera en marcha la operación lo más pronto posible.